# PaRappa the Rapper 2
PaRappa the Rapper 2 (titre original japonais : パラッパラッパー2 - Parappa Rappā Tsu) est un jeu vidéo de rythme développé par NanaOn-Sha et édité par Sony Computer Entertainment, sorti au Japon le 30 août 2001 et en Europe le 5 avril 2002 sur PlayStation 2. C'est la suite de PaRappa the Rapper et de UmJammer Lammy.